# یوکو گاکه
یوکو گاکه (به ژاپنی: 横掛)-(به انگلیسی: Yoko gake) یکی از فنون و تکنیک‌های دستهٔ ناگه-وازا رشتهٔ ورزشی جودو است که در زیردستهٔ سوتمی-وازا دسته‌بندی می‌شود. هدف از این تکنیک، واردآوردن فشار و درگیرکردن اندام تحتانی حریف است.